# ペッペ (漫画家)

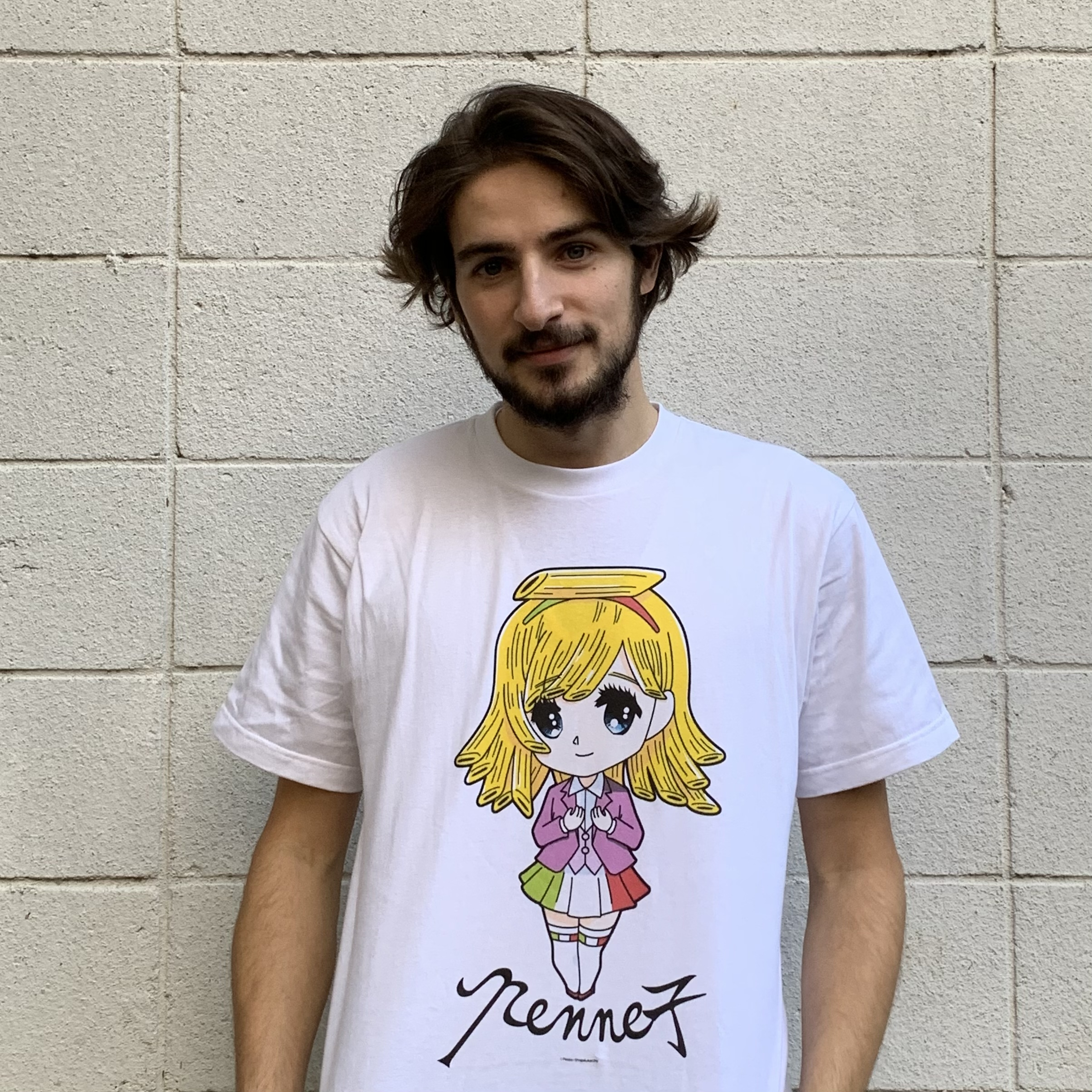
ペッペ

ペッペ（本名：ドュラト・ジュゼッペ、1992年12月24日 - ）は、イタリア人の漫画家。デビューの作品『ミンゴ イタリア人はみんなモテると思うなよ』は、2019年から2020年まで週刊ビッグコミックスピリッツで連載されていた。『テラスハウス Tokyo 2019-2020』のキャストメンバーであった。

## 略歴
イタリアのアブルッゾ州、フォッサチェジーアという町に生まれたペッペは、3人兄弟の長男。子供のころから日本のゲームとアニメのファンであったが、16歳になるまで漫画の事は知らなかった。ペッペは日本への移住を計画しており、最初に文化を完全に理解するために、日本研究に焦点を当ててヴェネツィアのカフォスカリ大学に入学した。一番好きな漫画家は松本大洋である。イタリア語、英語、日本語の三か国語を話すことができる。

## 来歴
大学卒業の後、片道航空券を購入し、漫画家になるために2015年1月に日本に移住。漫画家になる前にイタリアンレストランなどでバイトした。日本に着いて、渋谷でたった1時間後にスカウトされ、モデルとして働き始めた。マンガ家デビューが決定してから、連載が始まるまでは漫画家の西炯子のアシスタントをしていた。2017年6月、スピリッツ賞のコンテストに漫画の読切、「モデル物語」で努力賞を受賞した。漫画の読切、「初恋」年8月奨励賞を受賞した。2018年3月漫画の読切『MODEL: ミンゴ』で佳作賞を受賞し、週刊連載は決定になった。

## 作品リスト
- 『ミンゴ イタリア人がみんなモテると思うなよ』小学館〈ビッグコミックス〉全4巻（『週刊ビッグコミックスピリッツ』2019年46号[6] - 2020年36・37合併号[7]）
- 潜水艦カッペリーニ号の冒険 撮影体験記（『週刊ビッグコミックスピリッツ』2022年4・5合併号[8]）
- 『ENDO』小学館〈裏少年サンデーコミックス〉全5巻（『マンガワン』2023年1月28日[9] - 2025年5月24日）

## 出演

### テレビ番組
- 『テラスハウス TOKYO 2019-2020』（2019年7月 - 2019年10月、Netflix） - 出演

### テレビドラマ
- 『潜水艦カッペリーニ号の冒険』（2022年1月3日、フジテレビ） - アベーレ役

### 映画
- 『土竜の唄 FINAL』（2021年、東宝） - 通訳人役